# Tours préliminaires à la Coupe du monde de football 1978
Navigation
Éliminatoires 1974 Éliminatoires 1982
Cette page vous présente les différents tours préliminaires à la Coupe du monde 1978. C'est la 10e édition des éliminatoires depuis 1934.
Le succès de l'épreuve ne cesse de croître, pour la première fois plus de 100 pays s'inscrivent : 107 (y compris les deux qualifiés d'office). Toutefois, le nombre de participants réels, donc jouant au moins une rencontre, reste inférieur à la centaine : 95.
De nombreuses critiques fusent à l'encontre de la FIFA pour avoir accordé l'organisation de la phase finale à un pays dirigé par une junte militaire. Cela n'empêche pas le succès évoqué ci-dessus. Aucune des nations qui se qualifient ne renoncera à se déplacer en Argentine.
Répartition des places qualificatives par zone :
- Zone Europe : 9 places (8 places qualificatives + la RFA, championne du monde en titre)
- Zone Amérique du Sud : 3 places (2 places qualificatives + l'Argentine, pays organisateur)
- Barrage Europe/Amérique du Sud : 1 place
- Zone Afrique : 1 place
- Zone Asie-Océanie : 1 place
- Zone Amérique du Nord, centrale et Caraïbes : 1 place

## Zone Europe
31 équipes réparties en 9 groupes: 4 groupes de 4 et 5 groupes de 3 se disputent les 8 places en phase finale plus la place de barragiste pour le groupe 9. 

### Groupe 1:Pologne
La Pologne termine en tête du groupe 1 après un parcours sans faute (5 victoires, 1 nul), devant le Portugal, le Danemark et Chypre.
| Rang | Équipe   | Pts | J | G | N | P | Bp | Bc | Diff |  | Résultats (▼ dom., ► ext.) |     |     |     |     |
| ---- | -------- | --- | - | - | - | - | -- | -- | ---- |  | -------------------------- | --- | --- | --- | --- |
| 1    | Pologne  | 11  | 6 | 5 | 1 | 0 | 17 | 4  | +13  |  | Pologne                    |     | 1-1 | 4-1 | 5-0 |
| 2    | Portugal | 9   | 6 | 4 | 1 | 1 | 12 | 6  | +6   |  | Portugal                   | 0-2 |     | 1-0 | 4-0 |
| 3    | Danemark | 4   | 6 | 2 | 0 | 4 | 14 | 12 | +2   |  | Danemark                   | 1-2 | 2-4 |     | 5-0 |
| 4    | Chypre   | 0   | 6 | 0 | 0 | 6 | 3  | 24 | -21  |  | Chypre                     | 1-3 | 1-2 | 1-5 |     |

### Groupe 2:Italie
Deux grandes nations du football européen se retrouvent dans le groupe 2 : l'Italie et l'Angleterre. Ils sont accompagnés de la Finlande et du Luxembourg. Comme attendu, la qualification s'est jouée entre les 2 favoris et a fini par se décider à la différence de buts : ce sont les Italiens, plus dominateurs dans les duels contre les 2 plus faibles du groupe, qui se qualifient pour la phase finale en Argentine.
| Rang | Équipe     | Pts | J | G | N | P | Bp | Bc | Diff |  | Résultats (▼ dom., ► ext.) |     |     |     |     |
| ---- | ---------- | --- | - | - | - | - | -- | -- | ---- |  | -------------------------- | --- | --- | --- | --- |
| 1    | Italie     | 10  | 6 | 5 | 0 | 1 | 18 | 4  | +14  |  | Italie                     |     | 2-0 | 6-1 | 3-0 |
| 2    | Angleterre | 10  | 6 | 5 | 0 | 1 | 15 | 4  | +11  |  | Angleterre                 | 2-0 |     | 2-1 | 5-0 |
| 3    | Finlande   | 4   | 6 | 2 | 0 | 4 | 11 | 16 | -5   |  | Finlande                   | 0-3 | 1-4 |     | 7-1 |
| 4    | Luxembourg | 0   | 6 | 0 | 0 | 6 | 2  | 22 | -20  |  | Luxembourg                 | 1-4 | 0-2 | 0-1 |     |

### Groupe 3:Autriche
Dans le groupe 3 composé de l'Autriche, de la RDA, de la Turquie et de  Malte, c'est finalement l'Autriche qui termine en tête et se qualifie pour la phase finale. Les Maltais terminent derniers, sans marquer le moindre but, en encaissant notamment deux 9-0 en Autriche et en RDA.
| Rang | Équipe             | Pts | J | G | N | P | Bp | Bc | Diff |  | Résultats (▼ dom., ► ext.) |     |     |     |     |
| ---- | ------------------ | --- | - | - | - | - | -- | -- | ---- |  | -------------------------- | --- | --- | --- | --- |
| 1    | Autriche           | 10  | 6 | 4 | 2 | 0 | 14 | 2  | +12  |  | Autriche                   |     | 1-1 | 1-0 | 9-0 |
| 2    | Allemagne de l'Est | 9   | 6 | 3 | 3 | 0 | 15 | 4  | +11  |  | Allemagne de l'Est         | 1-1 |     | 1-1 | 9-0 |
| 3    | Turquie            | 5   | 6 | 2 | 1 | 3 | 9  | 5  | +4   |  | Turquie                    | 0-1 | 1-2 |     | 4-0 |
| 4    | Malte              | 0   | 6 | 0 | 0 | 6 | 0  | 27 | -27  |  | Malte                      | 0-1 | 0-1 | 0-3 |     |

### Groupe 4:Pays-Bas
Dans le groupe 4, les Pays-Bas, finalistes malheureux de la dernière édition de la Coupe du monde 1974, terminent facilement en tête de leur poule avec un très bon bilan : 5 victoires pour 1 nul. Ils devancent leur voisin, la Belgique ainsi que l'Irlande du Nord et l'Islande.
| Rang | Équipe          | Pts | J | G | N | P | Bp | Bc | Diff |  | Résultats (▼ dom., ► ext.) |     |     |     |     |
| ---- | --------------- | --- | - | - | - | - | -- | -- | ---- |  | -------------------------- | --- | --- | --- | --- |
| 1    | Pays-Bas        | 11  | 6 | 5 | 1 | 0 | 11 | 3  | +8   |  | Pays-Bas                   |     | 1-0 | 2-2 | 4-1 |
| 2    | Belgique        | 6   | 6 | 3 | 0 | 3 | 7  | 6  | +1   |  | Belgique                   | 0-2 |     | 2-0 | 4-0 |
| 3    | Irlande du Nord | 5   | 6 | 2 | 1 | 3 | 7  | 6  | +1   |  | Irlande du Nord            | 0-1 | 3-0 |     | 2-0 |
| 4    | Islande         | 2   | 6 | 1 | 0 | 5 | 2  | 12 | -10  |  | Islande                    | 0-1 | 0-1 | 1-0 |     |

### Groupe 5:France
Le groupe 5 compte 3 équipes : la France, la Bulgarie et l'Irlande. Après 12 ans d'absence (depuis le Mondial 1966 en Angleterre), c'est la France qui retrouve la phase finale en terminant en tête de la poule. C'est la première fois depuis la première compétition de 1930 que la France participe à une coupe du monde hors du continent européen.
| Rang | Équipe               | Pts | J | G | N | P | Bp | Bc | Diff |  | Résultats (▼ dom., ► ext.) |     |     |     |
| ---- | -------------------- | --- | - | - | - | - | -- | -- | ---- |  | -------------------------- | --- | --- | --- |
| 1    | France               | 5   | 4 | 2 | 1 | 1 | 7  | 4  | +3   |  | France                     |     | 3-1 | 2-0 |
| 2    | Bulgarie             | 4   | 4 | 1 | 2 | 1 | 5  | 6  | -1   |  | Bulgarie                   | 2-2 |     | 2-1 |
| 3    | République d'Irlande | 3   | 4 | 1 | 1 | 2 | 2  | 4  | -2   |  | République d'Irlande       | 1-0 | 0-0 |     |

### Groupe 6:Suède
Le groupe 6 est composé de 2 équipes scandinaves (Suède et Norvège) et de la Suisse. La Suède finit en tête grâce à une victoire en Suisse (2-1) et se qualifie pour la phase finale.
| Rang | Équipe  | Pts | J | G | N | P | Bp | Bc | Diff |  | Résultats (▼ dom., ► ext.) |     |     |     |
| ---- | ------- | --- | - | - | - | - | -- | -- | ---- |  | -------------------------- | --- | --- | --- |
| 1    | Suède   | 6   | 4 | 3 | 0 | 1 | 7  | 4  | +3   |  | Suède                      |     | 2-0 | 2-1 |
| 2    | Norvège | 4   | 4 | 2 | 0 | 2 | 3  | 4  | -1   |  | Norvège                    | 2-1 |     | 1-0 |
| 3    | Suisse  | 2   | 4 | 1 | 0 | 3 | 3  | 5  | -2   |  | Suisse                     | 1-2 | 1-0 |     |

### Groupe 7:Écosse
C'est l'Écosse qui termine en tête du groupe 7 et qui se qualifie pour la phase finale de la Coupe du monde, devançant la Tchécoslovaquie et le Pays de Galles. Les Écossais se qualifient grâce à une victoire contre le Pays de Galles, à l'extérieur à Liverpool (0-2).
| Rang | Équipe          | Pts | J | G | N | P | Bp | Bc | Diff |  | Résultats (▼ dom., ► ext.) |     |     |     |
| ---- | --------------- | --- | - | - | - | - | -- | -- | ---- |  | -------------------------- | --- | --- | --- |
| 1    | Écosse          | 6   | 4 | 3 | 0 | 1 | 6  | 3  | +3   |  | Écosse                     |     | 3-1 | 1-0 |
| 2    | Tchécoslovaquie | 4   | 4 | 2 | 0 | 2 | 4  | 6  | -2   |  | Tchécoslovaquie            | 2-0 |     | 1-0 |
| 3    | Pays de Galles  | 2   | 4 | 1 | 0 | 3 | 3  | 4  | -1   |  | Pays de Galles             | 0-2 | 3-0 |     |

### Groupe 8:Espagne
L'Espagne se qualifie pour la phase finale de la Coupe du monde, en devançant la Roumanie et la Yougoslavie dans le groupe 8. La Roumanie perd ses chances de qualification après une défaite épique à domicile face à la Yougoslavie (4-6). 
| Rang | Équipe      | Pts | J | G | N | P | Bp | Bc | Diff |  | Résultats (▼ dom., ► ext.) |     |     |     |
| ---- | ----------- | --- | - | - | - | - | -- | -- | ---- |  | -------------------------- | --- | --- | --- |
| 1    | Espagne     | 6   | 4 | 3 | 0 | 1 | 4  | 1  | +3   |  | Espagne                    |     | 2-0 | 1-0 |
| 2    | Roumanie    | 4   | 4 | 2 | 0 | 2 | 7  | 8  | -1   |  | Roumanie                   | 1-0 |     | 4-6 |
| 3    | Yougoslavie | 2   | 4 | 1 | 0 | 3 | 6  | 8  | -2   |  | Yougoslavie                | 0-1 | 0-2 |     |

### Groupe 9
Comme lors des éliminatoires de la Coupe du monde 1974, le vainqueur du groupe 9 de la zone Europe n'est pas directement qualifié pour la phase finale mais pour le barrage contre une nation d'Amérique du Sud. C'est la Hongrie qui termine en tête, devant l'URSS et la Grèce, et qui se qualifie pour un barrage face à la Bolivie.
| Rang | Équipe           | Pts | J | G | N | P | Bp | Bc | Diff |  | Résultats (▼ dom., ► ext.) |     |     |     |
| ---- | ---------------- | --- | - | - | - | - | -- | -- | ---- |  | -------------------------- | --- | --- | --- |
| 1    | Hongrie          | 5   | 4 | 2 | 1 | 1 | 6  | 4  | +2   |  | Hongrie                    |     | 2-1 | 3-0 |
| 2    | Union soviétique | 4   | 4 | 2 | 0 | 2 | 5  | 3  | +2   |  | Union soviétique           | 2-0 |     | 2-0 |
| 3    | Grèce            | 3   | 4 | 1 | 1 | 2 | 2  | 6  | -4   |  | Grèce                      | 1-1 | 1-0 |     |

## Zone Afrique
26 équipes se disputent l'unique place africaine en phase finale.

### Premier tour

#### Groupe A
|  | Premier tour                           | Premier tour          | Premier tour          | Premier tour          |         |         | Deuxième tour         | Deuxième tour         | Deuxième tour         | Deuxième tour         |  |  | Troisième tour    | Troisième tour    | Troisième tour    | Troisième tour    |
|  |                                        |                       |                       |                       |         |         |                       |                       |                       |                       |  |  |                   |                   |                   |                   |
|  | 17 et 31 octobre 1976                  | 17 et 31 octobre 1976 | 17 et 31 octobre 1976 | 17 et 31 octobre 1976 |         |         | 13 et 27 février 1977 | 13 et 27 février 1977 | 13 et 27 février 1977 | 13 et 27 février 1977 |  |  | 5 et 19 juin 1977 | 5 et 19 juin 1977 | 5 et 19 juin 1977 | 5 et 19 juin 1977 |
|  | 17 et 31 octobre 1976                  | 17 et 31 octobre 1976 | 17 et 31 octobre 1976 | 17 et 31 octobre 1976 |         |         | 13 et 27 février 1977 | 13 et 27 février 1977 | 13 et 27 février 1977 | 13 et 27 février 1977 |  |  | 5 et 19 juin 1977 | 5 et 19 juin 1977 | 5 et 19 juin 1977 | 5 et 19 juin 1977 |
|  | Togo                                   | Togo                  | 1                     | 1                     |         |         | 13 et 27 février 1977 | 13 et 27 février 1977 | 13 et 27 février 1977 | 13 et 27 février 1977 |  |  | 5 et 19 juin 1977 | 5 et 19 juin 1977 | 5 et 19 juin 1977 | 5 et 19 juin 1977 |
|  | Togo                                   | Togo                  | 1                     | 1                     |         |         | 13 et 27 février 1977 | 13 et 27 février 1977 | 13 et 27 février 1977 | 13 et 27 février 1977 |  |  | 5 et 19 juin 1977 | 5 et 19 juin 1977 | 5 et 19 juin 1977 | 5 et 19 juin 1977 |
|  | Sénégal                                | Sénégal               | 0                     | 1                     |         |         | 13 et 27 février 1977 | 13 et 27 février 1977 | 13 et 27 février 1977 | 13 et 27 février 1977 |  |  | 5 et 19 juin 1977 | 5 et 19 juin 1977 | 5 et 19 juin 1977 | 5 et 19 juin 1977 |
|  | Sénégal                                | Sénégal               | 0                     | 1                     | Togo    | Togo    | 0                     | 1                     |                       |                       |  |  | 5 et 19 juin 1977 | 5 et 19 juin 1977 | 5 et 19 juin 1977 | 5 et 19 juin 1977 |
|  | 10 et 31 octobre 1976, 16 janvier 1977 |                       |                       |                       | Togo    | Togo    | 0                     | 1                     |                       |                       |  |  | 5 et 19 juin 1977 | 5 et 19 juin 1977 | 5 et 19 juin 1977 | 5 et 19 juin 1977 |
|  |                                        |                       | Guinée                | Guinée                | 2       | 2       |                       |                       |                       |                       |  |  | 5 et 19 juin 1977 | 5 et 19 juin 1977 | 5 et 19 juin 1977 | 5 et 19 juin 1977 |
|  | Ghana                                  | Ghana                 | Guinée                | Guinée                | 2       | 2       | 2                     | 1 [0]                 |                       |                       |  |  | 5 et 19 juin 1977 | 5 et 19 juin 1977 | 5 et 19 juin 1977 | 5 et 19 juin 1977 |
|  | Ghana                                  | Ghana                 | 6 et 28 février 1977  |                       |         |         | 2                     | 1 [0]                 |                       |                       |  |  | 5 et 19 juin 1977 | 5 et 19 juin 1977 | 5 et 19 juin 1977 | 5 et 19 juin 1977 |
|  | Guinée                                 | Guinée                | 1                     | 2 [2]                 |         |         |                       |                       |                       |                       |  |  | 5 et 19 juin 1977 | 5 et 19 juin 1977 | 5 et 19 juin 1977 | 5 et 19 juin 1977 |
|  | Guinée                                 | Guinée                | 1                     | 2 [2]                 | Guinée  | Guinée  | 1                     | 1                     |                       |                       |  |  |                   |                   |                   |                   |
|  | 12 décembre 1976 et 9 janvier 1977     |                       |                       |                       | Guinée  | Guinée  | 1                     | 1                     |                       |                       |  |  |                   |                   |                   |                   |
|  |                                        |                       | Tunisie               | Tunisie               | 0       | 3       |                       |                       |                       |                       |  |  |                   |                   |                   |                   |
|  | Maroc                                  | Maroc                 | Tunisie               | Tunisie               | 0       | 3       | 1                     | 1ap (2)               |                       |                       |  |  |                   |                   |                   |                   |
|  | Maroc                                  | Maroc                 |                       |                       |         |         |                       |                       |                       |                       |  |  |                   |                   |                   |                   |
|  | Tunisie                                | Tunisie               | 1                     | 1 tab(4)              |         |         |                       |                       |                       |                       |  |  |                   |                   |                   |                   |
|  | Tunisie                                | Tunisie               | 1                     | 1 tab(4)              | Tunisie | Tunisie | 2                     | 1                     |                       |                       |  |  |                   |                   |                   |                   |
|  | 1er et 16 avril 1976                   |                       |                       |                       | Tunisie | Tunisie | 2                     | 1                     |                       |                       |  |  |                   |                   |                   |                   |
|  |                                        |                       | Algérie               | Algérie               | 0       | 1       |                       |                       |                       |                       |  |  |                   |                   |                   |                   |
|  | Algérie                                | Algérie               | Algérie               | Algérie               | 0       | 1       | 1                     | 0                     |                       |                       |  |  |                   |                   |                   |                   |
|  | Algérie                                | Algérie               |                       |                       |         |         |                       | 0                     |                       |                       |  |  |                   |                   |                   |                   |
|  | Libye                                  | Libye                 | 0                     | 0                     |         |         |                       |                       |                       |                       |  |  |                   |                   |                   |                   |
|  | Libye                                  | Libye                 | 0                     | 0                     |         |         |                       |                       |                       |                       |  |  |                   |                   |                   |                   |
|  |                                        |                       |                       |                       |         |         |                       |                       |                       |                       |  |  |                   |                   |                   |                   |

[ ] = Match d'appui

#### Groupe B
Tour préliminaire :
| Équipe 1     | Résultat | Équipe 2   | Aller | Retour |
| ------------ | -------- | ---------- | ----- | ------ |
| Sierra Leone | 6-3      | Niger      | 5-1   | 1-2    |
| Haute-Volta  | 3-1      | Mauritanie | 1-1   | 2-0    |

|  | Premier tour           | Premier tour  | Premier tour          | Premier tour  |               |               | Deuxième tour | Deuxième tour | Deuxième tour | Deuxième tour |  |  | Troisième tour        | Troisième tour | Troisième tour | Troisième tour |
|  |                        |               |                       |               |               |               |               |               |               |               |  |  |                       |                |                |                |
|  |                        |               |                       |               |               |               |               |               |               |               |  |  | 10 et 25 juillet 1977 |                |                |                |
|  |                        |               |                       |               |               |               |               |               |               |               |  |  |                       |                |                |                |
|  | Zaïre                  | Zaïre         | Q.                    | Q.            |               |               |               |               |               |               |  |  |                       |                |                |                |
|  | Zaïre                  | Zaïre         | Q.                    | Q.            |               |               |               |               |               |               |  |  |                       |                |                |                |
|  | Centrafrique           | Centrafrique  | forfait               | forfait       |               |               |               |               |               |               |  |  |                       |                |                |                |
|  | Centrafrique           | Centrafrique  | forfait               | forfait       | Zaïre         | Zaïre         | forfait       | forfait       |               |               |  |  |                       |                |                |                |
|  | 16 et 30 octobre 1976  |               |                       |               | Zaïre         | Zaïre         | forfait       | forfait       |               |               |  |  |                       |                |                |                |
|  |                        |               | Nigeria               | Nigeria       | Q.            | Q.            |               |               |               |               |  |  |                       |                |                |                |
|  | Sierra Leone           | Sierra Leone  | Nigeria               | Nigeria       | Q.            | Q.            | 0             | 2             |               |               |  |  |                       |                |                |                |
|  | Sierra Leone           | Sierra Leone  | 13 et 27 février 1977 |               |               |               | 0             | 2             |               |               |  |  |                       |                |                |                |
|  | Nigeria                | Nigeria       | 0                     | 6             |               |               |               |               |               |               |  |  |                       |                |                |                |
|  | Nigeria                | Nigeria       | 0                     | 6             | Nigeria       | Nigeria       | 4             | 2             |               |               |  |  |                       |                |                |                |
|  | 4 et 26 septembre 1976 |               |                       |               | Nigeria       | Nigeria       | 4             | 2             |               |               |  |  |                       |                |                |                |
|  |                        |               | Côte d'Ivoire         | Côte d'Ivoire | 0             | 2             |               |               |               |               |  |  |                       |                |                |                |
|  | Haute-Volta            | Haute-Volta   | Côte d'Ivoire         | Côte d'Ivoire | 0             | 2             | 1             | 0             |               |               |  |  |                       |                |                |                |
|  | Haute-Volta            | Haute-Volta   |                       |               |               |               |               |               |               |               |  |  |                       |                |                |                |
|  | Côte d'Ivoire          | Côte d'Ivoire | 1                     | 2             |               |               |               |               |               |               |  |  |                       |                |                |                |
|  | Côte d'Ivoire          | Côte d'Ivoire | 1                     | 2             | Côte d'Ivoire | Côte d'Ivoire | 3             | 3             |               |               |  |  |                       |                |                |                |
|  | 17 et 31 octobre 1976  |               |                       |               | Côte d'Ivoire | Côte d'Ivoire | 3             | 3             |               |               |  |  |                       |                |                |                |
|  |                        |               | Congo                 | Congo         | 2             | 1             |               |               |               |               |  |  |                       |                |                |                |
|  | Congo                  | Congo         | Congo                 | Congo         | 2             | 1             | 2             | 2             |               |               |  |  |                       |                |                |                |
|  | Congo                  | Congo         |                       |               |               |               |               | 2             |               |               |  |  |                       |                |                |                |
|  | Cameroun               | Cameroun      | 2                     | 1             |               |               |               |               |               |               |  |  |                       |                |                |                |
|  | Cameroun               | Cameroun      | 2                     | 1             |               |               |               |               |               |               |  |  |                       |                |                |                |
|  |                        |               |                       |               |               |               |               |               |               |               |  |  |                       |                |                |                |

#### Groupe C
|  | Premier tour                   | Premier tour | Premier tour          | Premier tour |         |         | Deuxième tour        | Deuxième tour        | Deuxième tour        | Deuxième tour        |  |  | Troisième tour        | Troisième tour        | Troisième tour        | Troisième tour        |
|  |                                |              |                       |              |         |         |                      |                      |                      |                      |  |  |                       |                       |                       |                       |
|  |                                |              |                       |              |         |         | 6 et 27 février 1977 | 6 et 27 février 1977 | 6 et 27 février 1977 | 6 et 27 février 1977 |  |  | 15 et 31 juillet 1977 | 15 et 31 juillet 1977 | 15 et 31 juillet 1977 | 15 et 31 juillet 1977 |
|  |                                |              |                       |              |         |         | 6 et 27 février 1977 | 6 et 27 février 1977 | 6 et 27 février 1977 | 6 et 27 février 1977 |  |  | 15 et 31 juillet 1977 | 15 et 31 juillet 1977 | 15 et 31 juillet 1977 | 15 et 31 juillet 1977 |
|  | Kenya                          | Kenya        | Q.                    | Q.           |         |         | 6 et 27 février 1977 | 6 et 27 février 1977 | 6 et 27 février 1977 | 6 et 27 février 1977 |  |  | 15 et 31 juillet 1977 | 15 et 31 juillet 1977 | 15 et 31 juillet 1977 | 15 et 31 juillet 1977 |
|  | Kenya                          | Kenya        | Q.                    | Q.           |         |         | 6 et 27 février 1977 | 6 et 27 février 1977 | 6 et 27 février 1977 | 6 et 27 février 1977 |  |  | 15 et 31 juillet 1977 | 15 et 31 juillet 1977 | 15 et 31 juillet 1977 | 15 et 31 juillet 1977 |
|  | Soudan                         | Soudan       | forfait               | forfait      |         |         | 6 et 27 février 1977 | 6 et 27 février 1977 | 6 et 27 février 1977 | 6 et 27 février 1977 |  |  | 15 et 31 juillet 1977 | 15 et 31 juillet 1977 | 15 et 31 juillet 1977 | 15 et 31 juillet 1977 |
|  | Soudan                         | Soudan       | forfait               | forfait      | Kenya   | Kenya   | 0                    | 0                    |                      |                      |  |  | 15 et 31 juillet 1977 | 15 et 31 juillet 1977 | 15 et 31 juillet 1977 | 15 et 31 juillet 1977 |
|  | 29 octobre et 14 novembre 1976 |              |                       |              | Kenya   | Kenya   | 0                    | 0                    |                      |                      |  |  | 15 et 31 juillet 1977 | 15 et 31 juillet 1977 | 15 et 31 juillet 1977 | 15 et 31 juillet 1977 |
|  |                                |              | Égypte                | Égypte       | 0       | 1       |                      |                      |                      |                      |  |  | 15 et 31 juillet 1977 | 15 et 31 juillet 1977 | 15 et 31 juillet 1977 | 15 et 31 juillet 1977 |
|  | Égypte                         | Égypte       | Égypte                | Égypte       | 0       | 1       | 3                    | 2                    |                      |                      |  |  | 15 et 31 juillet 1977 | 15 et 31 juillet 1977 | 15 et 31 juillet 1977 | 15 et 31 juillet 1977 |
|  | Égypte                         | Égypte       | 13 et 27 février 1977 |              |         |         | 3                    | 2                    |                      |                      |  |  | 15 et 31 juillet 1977 | 15 et 31 juillet 1977 | 15 et 31 juillet 1977 | 15 et 31 juillet 1977 |
|  | Éthiopie                       | Éthiopie     | 0                     | 1            |         |         |                      |                      |                      |                      |  |  | 15 et 31 juillet 1977 | 15 et 31 juillet 1977 | 15 et 31 juillet 1977 | 15 et 31 juillet 1977 |
|  | Éthiopie                       | Éthiopie     | 0                     | 1            | Égypte  | Égypte  | 2                    | 0                    |                      |                      |  |  |                       |                       |                       |                       |
|  |                                |              |                       |              | Égypte  | Égypte  | 2                    | 0                    |                      |                      |  |  |                       |                       |                       |                       |
|  |                                |              | Zambie                | Zambie       | 0       | 0       |                      |                      |                      |                      |  |  |                       |                       |                       |                       |
|  | Ouganda                        | Ouganda      | Zambie                | Zambie       | 0       | 0       | Q.                   | Q.                   |                      |                      |  |  |                       |                       |                       |                       |
|  | Ouganda                        | Ouganda      |                       |              |         |         |                      |                      |                      |                      |  |  |                       |                       |                       |                       |
|  | Tanzanie                       | Tanzanie     | forfait               | forfait      |         |         |                      |                      |                      |                      |  |  |                       |                       |                       |                       |
|  | Tanzanie                       | Tanzanie     | forfait               | forfait      | Ouganda | Ouganda | 1                    | 2                    |                      |                      |  |  |                       |                       |                       |                       |
|  | 9 et 30 mai 1976               |              |                       |              | Ouganda | Ouganda | 1                    | 2                    |                      |                      |  |  |                       |                       |                       |                       |
|  |                                |              | Zambie                | Zambie       | 0       | 4ap     |                      |                      |                      |                      |  |  |                       |                       |                       |                       |
|  | Zambie                         | Zambie       | Zambie                | Zambie       | 0       | 4ap     | 4                    | 1                    |                      |                      |  |  |                       |                       |                       |                       |
|  | Zambie                         | Zambie       |                       |              |         |         |                      | 1                    |                      |                      |  |  |                       |                       |                       |                       |
|  | Malawi                         | Malawi       | 0                     | 0            |         |         |                      |                      |                      |                      |  |  |                       |                       |                       |                       |
|  | Malawi                         | Malawi       | 0                     | 0            |         |         |                      |                      |                      |                      |  |  |                       |                       |                       |                       |
|  |                                |              |                       |              |         |         |                      |                      |                      |                      |  |  |                       |                       |                       |                       |

ap = Après prolongation

### Tour final:Tunisie
Les 3 équipes qualifiées du tour préliminaire (la Tunisie, l'Égypte et le Nigéria) se retrouvent dans une poule unique où chaque équipe rencontre ses adversaires lors de matchs aller et retour. C'est la Tunisie qui finit en tête et qui se qualifie pour la première fois de son histoire pour la phase finale de la Coupe du monde.
| Rang | Équipe  | Pts | J | G | N | P | Bp | Bc | Diff |  | Résultats (▼ dom., ► ext.) |     |     |     |
| ---- | ------- | --- | - | - | - | - | -- | -- | ---- |  | -------------------------- | --- | --- | --- |
| 1    | Tunisie | 5   | 4 | 2 | 1 | 1 | 7  | 4  | +3   |  | Tunisie                    |     | 4-1 | 0-0 |
| 2    | Égypte  | 4   | 4 | 2 | 0 | 2 | 7  | 11 | -4   |  | Égypte                     | 3-2 |     | 3-1 |
| 3    | Nigeria | 3   | 4 | 1 | 1 | 2 | 5  | 4  | +1   |  | Nigeria                    | 0-1 | 4-0 |     |

## Zone Amérique du Sud
9 équipes se disputent les 2 places sud-américaines en phase finale plus la place de barragiste.

### Premier tour

#### Groupe 1
C'est le Brésil qui finit en tête de la poule 1, devant le Paraguay et la Colombie. Les Brésiliens sont qualifiés pour le tour final de la zone Amérique du Sud.
| Rang | Équipe   | Pts | J | G | N | P | Bp | Bc | Diff |  | Résultats (▼ dom., ► ext.) |     |     |     |
| ---- | -------- | --- | - | - | - | - | -- | -- | ---- |  | -------------------------- | --- | --- | --- |
| 1    | Brésil   | 6   | 4 | 2 | 2 | 0 | 8  | 1  | +7   |  | Brésil                     |     | 1-1 | 6-0 |
| 2    | Paraguay | 4   | 4 | 1 | 2 | 1 | 3  | 3  | 0    |  | Paraguay                   | 0-1 |     | 1-1 |
| 3    | Colombie | 2   | 4 | 0 | 2 | 2 | 1  | 8  | -7   |  | Colombie                   | 0-0 | 0-1 |     |

#### Groupe 2
Le groupe 2 compte 3 équipes : la Bolivie, l'Uruguay et le Venezuela. La Bolivie se qualifie pour le tour final après un parcours sans faute (3 victoires, 1 nul).
| Rang | Équipe    | Pts | J | G | N | P | Bp | Bc | Diff |  | Résultats (▼ dom., ► ext.) |     |     |     |
| ---- | --------- | --- | - | - | - | - | -- | -- | ---- |  | -------------------------- | --- | --- | --- |
| 1    | Bolivie   | 7   | 4 | 3 | 1 | 0 | 8  | 3  | +5   |  | Bolivie                    |     | 1-0 | 2-0 |
| 2    | Uruguay   | 4   | 4 | 1 | 2 | 1 | 5  | 4  | +1   |  | Uruguay                    | 2-2 |     | 2-0 |
| 3    | Venezuela | 1   | 4 | 0 | 1 | 3 | 2  | 8  | -6   |  | Venezuela                  | 1-3 | 1-1 |     |

#### Groupe 3
Dans le groupe 3, c'est le Pérou qui obtient son billet pour le tour final de la zone Amérique du Sud, en terminant devant le Chili et l'Équateur.
| Rang | Équipe   | Pts | J | G | N | P | Bp | Bc | Diff |  | Résultats (▼ dom., ► ext.) |     |     |     |
| ---- | -------- | --- | - | - | - | - | -- | -- | ---- |  | -------------------------- | --- | --- | --- |
| 1    | Pérou    | 6   | 4 | 2 | 2 | 0 | 8  | 2  | +6   |  | Pérou                      |     | 2-0 | 4-0 |
| 2    | Chili    | 5   | 4 | 2 | 1 | 1 | 5  | 3  | +2   |  | Chili                      | 1-1 |     | 3-0 |
| 3    | Équateur | 1   | 4 | 0 | 1 | 3 | 1  | 9  | -8   |  | Équateur                   | 1-1 | 0-1 |     |

### Second tour (final):BrésiletPérou
Le tour final regroupe les vainqueurs des 3 poules du premier tour : le Brésil, le Pérou et la Bolivie. Ces 3 équipes se retrouvent pour un tournoi disputé à Cali, en Colombie où chaque équipe rencontre ses adversaires une seule fois. Les 2 premiers se qualifient pour la phase finale tandis que le dernier obtient son billet pour le barrage contre la Hongrie, vainqueur du groupe 9 de la zone Europe.
| Rang | Équipe  | Pts | J | G | N | P | Bp | Bc | Diff |  | Résultats (▼ dom., ► ext.) |  |     |     |
| ---- | ------- | --- | - | - | - | - | -- | -- | ---- |  | -------------------------- |  | --- | --- |
| 1    | Brésil  | 4   | 2 | 2 | 0 | 0 | 9  | 0  | +9   |  | Brésil                     |  | 1-0 | 8-0 |
| 2    | Pérou   | 2   | 2 | 1 | 0 | 1 | 5  | 1  | +4   |  | Pérou                      |  |     | 5-0 |
| 3    | Bolivie | 0   | 2 | 0 | 0 | 2 | 0  | 13 | -13  |  | Bolivie                    |  |     |     |

### Barrage Europe-Amérique du Sud:Hongrie
| Équipe 1 | Résultat | Équipe 2 | Aller | Retour |
| -------- | -------- | -------- | ----- | ------ |
| Hongrie  | 9-2      | Bolivie  | 6-0   | 3-2    |

## Zone Asie-Océanie
21 équipes se disputent l'unique place asiatique ou océanique en phase finale.

### Premier tour

#### Groupe Océanie
| Rang | Équipe           | Pts | J | G | N | P | Bp | Bc | Diff |  | Résultats (▼ dom., ► ext.) |     |     |     |
| ---- | ---------------- | --- | - | - | - | - | -- | -- | ---- |  | -------------------------- | --- | --- | --- |
| 1    | Australie        | 7   | 4 | 3 | 1 | 0 | 9  | 3  | +6   |  | Australie                  |     | 3-1 | 3-0 |
| 2    | Nouvelle-Zélande | 5   | 4 | 2 | 1 | 1 | 14 | 4  | +10  |  | Nouvelle-Zélande           | 1-1 |     | 6-0 |
| 3    | Taipei chinois   | 0   | 4 | 0 | 0 | 4 | 1  | 17 | -16  |  | Taipei chinois             | 1-2 | 0-6 |     |

#### Groupe Asie 1
Le groupe 1 se déroule à Singapour du 27 février au 9 mars 1977 sous la forme d'un tournoi où toutes les sélections se rencontrent une fois. Le Sri Lanka déclare forfait avant le début du tournoi. Les équipes classées aux deux premières places disputent la finale du groupe pour connaître le qualifié pour le tour final de la zone Asie.
| Rang | Équipe    | Pts     | J       | G       | N       | P       | Bp      | Bc      | Diff    |  | Résultats |  |     |     |     |     |
| ---- | --------- | ------- | ------- | ------- | ------- | ------- | ------- | ------- | ------- |  | --------- |  | --- | --- | --- | --- |
| 1    | Hong Kong | 6       | 4       | 2       | 2       | 0       | 9       | 5       | +4      |  | Hong Kong |  | 2-2 | 1-1 | 4-1 | 2-1 |
| 2    | Singapour | 5       | 4       | 2       | 1       | 1       | 5       | 6       | -1      |  | Singapour |  |     | 1-0 | 0-4 | 2-0 |
| 3    | Malaisie  | 4       | 4       | 1       | 2       | 1       | 7       | 6       | +1      |  | Malaisie  |  |     |     | 0-0 | 6-4 |
| 4    | Indonésie | 3       | 4       | 1       | 1       | 2       | 7       | 7       | 0       |  | Indonésie |  |     |     |     | 2-3 |
| 5    | Thaïlande | 2       | 4       | 1       | 0       | 3       | 8       | 12      | -4      |  | Thaïlande |  |     |     |     |     |
|      | Sri Lanka | Forfait | Forfait | Forfait | Forfait | Forfait | Forfait | Forfait | Forfait |  | Sri Lanka |  |     |     |     |     |

Finale du groupe 1
| 12 mars 1977 | Hong Kong | 1 - 0 | Singapour | Stade national, Singapour |
|              |           |       |           | Arbitrage : M. Boskovic   |

#### Groupe Asie 2
| Rang | Équipe        | Pts     | J       | G       | N       | P       | Bp      | Bc      | Diff    |  | Résultats (▼ dom., ► ext.) |     |     |     |
| ---- | ------------- | ------- | ------- | ------- | ------- | ------- | ------- | ------- | ------- |  | -------------------------- | --- | --- | --- |
| 1    | Corée du Sud  | 6       | 4       | 2       | 2       | 0       | 4       | 1       | +3      |  | Corée du Sud               |     | 3-1 | 1-0 |
| 2    | Israël        | 5       | 4       | 2       | 1       | 1       | 5       | 3       | +2      |  | Israël                     | 0-0 |     | 2-0 |
| 3    | Japon         | 1       | 4       | 0       | 1       | 3       | 0       | 5       | -5      |  | Japon                      | 0-0 | 0-2 |     |
|      | Corée du Nord | Forfait | Forfait | Forfait | Forfait | Forfait | Forfait | Forfait | Forfait |  | Corée du Nord              |     |     |     |

#### Groupe Asie 3
| Rang | Équipe          | Pts     | J       | G       | N       | P       | Bp      | Bc      | Diff    |  | Résultats (▼ dom., ► ext.) |     |     |     |
| ---- | --------------- | ------- | ------- | ------- | ------- | ------- | ------- | ------- | ------- |  | -------------------------- | --- | --- | --- |
| 1    | Iran            | 8       | 3       | 4       | 0       | 0       | 8       | 0       | +8      |  | Iran                       |     | N/D | 2-0 |
| 2    | Arabie saoudite | 2       | 4       | 1       | 0       | 3       | 3       | 7       | -4      |  | Arabie saoudite            | 0-3 | 2-0 |     |
| 3    | Syrie           | 2       | 3       | 1       | 0       | 3       | 2       | 6       | -4      |  | Syrie                      | 0-1 |     | 2-1 |
|      | Irak            | Forfait | Forfait | Forfait | Forfait | Forfait | Forfait | Forfait | Forfait |  | Irak                       |     |     |     |

La Syrie déclare forfait pour le match retour en Iran. Note : le résultat sur tapis vert du match non joué (victoire de l'Iran 2 à 0 par forfait) est reporté dans le classement ci-dessus

#### Groupe Asie 4
| Rang | Équipe              | Pts     | J       | G       | N       | P       | Bp      | Bc      | Diff    |  | Résultats (▼ dom., ► ext.) |     |     |     |
| ---- | ------------------- | ------- | ------- | ------- | ------- | ------- | ------- | ------- | ------- |  | -------------------------- | --- | --- | --- |
| 1    | Koweït              | 8       | 4       | 4       | 0       | 0       | 10      | 2       | +8      |  | Koweït                     |     | 2-0 | 4-1 |
| 2    | Bahreïn             | 2       | 4       | 1       | 0       | 3       | 4       | 6       | -2      |  | Bahreïn                    | 1-2 |     | 3-0 |
| 3    | Qatar               | 2       | 4       | 1       | 0       | 3       | 3       | 9       | -6      |  | Qatar                      | 0-2 | 2-0 |     |
|      | Émirats arabes unis | Forfait | Forfait | Forfait | Forfait | Forfait | Forfait | Forfait | Forfait |  | Émirats arabes unis        |     |     |     |

### Tour final:Iran
Le tour final de la zone Asie compte les 5 vainqueurs du premier tour : la Corée du Sud, le Koweït, l'Iran, Hong-Kong et l'Australie. Chaque équipe rencontre les autres équipes lors de matchs aller et retour. C'est l'Iran qui termine en tête et invaincu, et qui se qualifie ainsi pour la première fois pour la phase finale de la Coupe du monde.
| Rang | Équipe       | Pts | J | G | N | P | Bp | Bc | Diff |  | Résultats    |     |     |     |     |     |
| ---- | ------------ | --- | - | - | - | - | -- | -- | ---- |  | ------------ | --- | --- | --- | --- | --- |
| 1    | Iran         | 14  | 8 | 6 | 2 | 0 | 12 | 3  | +9   |  | Iran         |     | 2-2 | 1-0 | 1-0 | 2-0 |
| 2    | Corée du Sud | 10  | 8 | 3 | 4 | 1 | 12 | 8  | +4   |  | Corée du Sud | 0-0 |     | 1-0 | 0-0 | 5-2 |
| 3    | Koweït       | 9   | 8 | 4 | 1 | 3 | 13 | 8  | +5   |  | Koweït       | 1-2 | 2-2 |     | 1-0 | 4-0 |
| 4    | Australie    | 7   | 8 | 3 | 1 | 4 | 11 | 8  | +3   |  | Australie    | 0-1 | 2-1 | 1-2 |     | 3-0 |
| 5    | Hong Kong    | 0   | 8 | 0 | 0 | 8 | 5  | 26 | -21  |  | Hong Kong    | 0-2 | 0-1 | 1-3 | 2-5 |     |

## Zone Amérique du Nord, centrale et Caraïbes

### Mexique
17 équipes se disputent l'unique place en phase finale de la zone lors de la Coupe des nations de la CONCACAF 1977.